# Sivaslı
Sivaslı és una vila i un districte de la província d'Uşak, a la Regió de l'Egeu (Turquia). La població és 231.563 (2014). Un dels nombrosos assentaments que van dur el nom Sebaste, la ciutat en ruïnes de Sebaste de Frígia, es troba dins del districte, al petit poble (köy o belde) de Selçikler.